# Кибернетика, или управление и связь в животном и машине

Cybernetics: Or Control and Communication in the Animal and the Machine (Кибернетика: или Контроль и коммуникация у животных и машин) — книга, которую Норберт Винер опубликовал в 1948. В книге впервые публично употребляется термин «кибернетика» для обозначения саморегулируемых механизмов. Книга заложила теоретические основы для сервомеханизмов (неважно, будь то электрические, механические или гидравлические), автоматической навигации, аналоговых компьютеров, искусственного интеллекта, нейронауки и надёжной связи.
Второе издание книги с некоторыми небольшими изменениями и двумя дополнительными главами было опубликовано в 1961.

## Отзывы
Книга вызвала немалую общественную дискуссию и множество комментариев во время публикации, что достаточно необычно для книг с преимущественно техническим содержанием.
«Прекрасно написанная книга, понятная, направляющая и, несмотря на свою сложность, доступная как обывателю так и опытному учёному, если обыватель откажется от попыток понять математические формулы»
«Одна из наиболее влиятельных книг двадцатого века, Кибернетика признана одним из „фундаментальных трудов“, сравнимых по важности с работами Галилея, Мальтуса, Руссо или Милля»
«Её (книги) размах и выводы поразительны и оставляют рецензента с осознанием, что она является главным вкладом в современную мысль»
«Кибернетика … является полезной хотя бы по историческому значению. Но её важность много шире, поскольку она вдохновляет современных робототехников думать шире и быть открытыми для инновационных приложений»
Общественный интерес, поднятый этой книгой, воодушевил Винера адресовать социологические и политические проблемы, поднятые в книге, нетехническому читателю, что привело к публикации в 1950 книги The Human Use of Human Beings (Человеческое использование человеческих существ).

## Оглавление
Введение
1. Ньютоново и бергюсоново время
2. Группы и статистическая механика
3. Временные ряды, информация и связь
4. Обратная связь и колебания
5. Вычислительные машины и нервная система
6. Гештальт и универсалии
7. Кибернетика и психология
8. Информация, язык и общество

### Дополнительные главы второго издания
9. Об обучающихся и самовоспроизводящихся машинах
10. Мозговые волны и самоорганизующиеся системы

## Краткое содержание

### Введение
Винер подробно рассказывает, что источником идей его книги является серия встреч в течение десяти лет в Гарвардской медицинской школе, где учёные-медики обсуждали научные методы вместе с математиками, физиками и инженерами. Он подчёркивает междисциплинарную природу своего подхода и ссылается на свои работы с Вэниваром Бушем и его дифференциальным анализатором (примитивным аналоговым компьютером), а также о своих более ранних размышлениях о функциональных возможностях и принципах построения будущих цифровых вычислительных машин. Он прослеживает истоки кибернетического анализа к философии Лейбница, цитируя его работу об универсальных обозначениях и исчислении рассуждений.

### Ньютоново и бергюсоново время
Темой этой главы является исследование противоположности обратимых во времени процессов, регулируемых ньютоновской механикой, и необратимых процессов, подчиняющихся второму закону термодинамики. Во вводном разделе Винер подчёркивает отличие предсказуемой натуры астрономии от плохо предсказуемой метеорологии, предсказывая развитие в будущем теории хаоса. Он указывает на факт, что даже в случае астрономии, приливные силы между планетами дают некоторые помехи в космологических масштабах времени, так что, строго говоря, здесь ньютоновская механика не вполне применима.

### Группы и статистическая механика
Эта глава открывается с обзора совершенно независимых и явно не связанных работ двух учёных в начале 20-го века — Джозайя Гиббса и Анри Лебега. Гиббс был физиком, работавшим со статистическим подходом к ньютоновской динамике и термодинамике, а Лебег был чистым математиком, работавшим в теории тригонометрических рядов. Винер высказывает мнение, что вопросы, поднятые Гиббсом, имеют ответ в трудах Лебега. Винер утверждает, что интеграл Лебега имеет неожиданное, но важное приложение в обосновании труда Гиббса о принципах статистической механики. Понятие среднее и мера в смысле Лебега срочно требовались для строгого доказательства эргодической гипотезы Гиббса.
В статистической механике было разработано понятие энтропии и его связь с таким же понятием в термодинамике. При анализе мысленного эксперимента «Демон Максвелла» Винер связывает концепцию энтропии с похожим понятием энтропии в теории информации.

### Временные ряды, информация и связь
Это одна из наиболее математически интенсивных глав книги. Глава имеет дело с передачей или записью изменяющихся аналоговых сигналов как последовательности числовых величин и укладывает фундамент для развития цифрового аудио и телеметрии на следующие шесть десятилетий. В главе также обсуждается связь между полосой пропускания, белым шумом и информационной ёмкостью, над чем работал Винер вместе с Клодом Шенноном. Эта глава и следующая образуют ядро основополагающих принципов для разработки систем автоматизации, цифровой коммуникации и обработки данных, которые имели место в течение десятилетий после выхода книги.

### Обратная связь и колебания
Эта глава закладывает фундамент для математического рассмотрения отрицательной обратной связи в автоматизированных системах контроля. Начальный абзац иллюстрирует эффект несовершенства механизма обратной связи на примере больных, страдающих от различных видов атаксии. Затем Винер обсуждает железнодорожную систему сигнализации, работу термостата и центробежный регулятор паровой машины. Остаток главы посвящён в основном рассмотрению математической формулировки принципов, лежащих в основе всех этих процессов. Затем обсуждаются более сложные процессы, такие как автоматическая навигация и контроль нелинейных ситуаций, подобных вождению по обледеневшей дороге. Винер завершает главу рассмотрением гомеостатических процессов в живых организмах.

### Вычислительные машины и нервная система
Эта глава открывается обсуждением сравнительных преимуществ аналоговых и цифровых компьютеров (о которых Винер говорит как об аналоговых машинах и численных машинах) и отстаивает тезис, что цифровые машины будут точнее, электронное воплощение будет превосходить механическое или электромеханическое и что двоичная система счисления наиболее предпочтительна по сравнению с другими системами. После обсуждения необходимости запоминать и данные, которые необходимо обрабатывать, и алгоритмы, которые используются для обработки этих данных, а также трудности, которые возникают при создании приемлемой системы памяти, Винер переходит к параллелям между двоичными цифровыми компьютерами и структурами нервов в организмах.
Среди механизмов, о которых он размышляет, для создания системы памяти компьютера был «большой массив маленьких электрических конденсаторов, которые могли бы быстро заряжаться или разряжаться», тем самым Винер предвосхитил сущность технологии современных схем DRAM.
Фактически все принципы, которые перечислил Винер как желательные характеристики вычислительных и обрабатывающих данные машин, были внедрены в производство цифровых компьютеров начиная с ранних мэйнфреймов 1950-х до современных микрочипов.

### Гештальт и универсалии
Эта короткая глава является философским рассмотрением связи между физическими событиями в центральной нервной системе и субъективным опытом индивидуума. Винер концентрируется главным образом на процессах, каким образом сигналы из сетчатки преобразуются в представление визуального поля. Он также исследует различные обратные связи, вовлечённые в операции глаз: гомеостатические операции сетчатки для контроля уровней света, регулирование линз для фокусирования на объекты и сложное множество рефлексивных движений для переноса объекта в область детального зрения центральной ямки.
Глава завершается кратким обзором попыток создать читающую машину для слепых.

### Кибернетика и психология
Винер открывает эту главу с утверждения, что он не является ни психологом, ни психиатром и что он не утверждает, что психологические расстройства являются неспособностью мозга работать как вычислительные машины. Однако он предполагает, что может быть плодотворным исследование параллелей между мозгом и компьютером. (Он пользуется выглядящим архаично названием «вычислительная машина», поскольку на момент написания слово «computer» (слово компьютер, буквально — вычислитель, относилось к лицу, которого нанимали для проведения рутинных вычислений). Затем Винер обсуждает концепцию «избыточности» в смысле работы двух или трёх вычислительных механизмов, работающих одновременно над той же задачей, так что ошибки могут быть обнаружены и исправлены.

### Информация, язык и общество
Начав с наброска иерархической натуры живых организмов и обсуждения структуры и организации колоний симбиозных организмов, таких как португальский кораблик, эта глава проводит параллели со структурами человеческих сообществ и с вызовами, возникающими с ростом сложности сообществ.
Глава завершается рассуждением о возможности построения играющей в шахматы машины и делается вывод, что можно было бы построить машину, способную играть лучше, чем большинство людей, но не на уровне экспертов. Комментаторам такая возможность казалась совершенно фантастичной в 1940-х годах, принимая во внимание состояние компьютерных технологий того времени, хотя события показали правдивость предсказания и даже превзошли их.

### Об обучающихся и самовоспроизводящихся машинах
Начав с рассмотрения процесса обучения в организмах, Винер расширил обсуждение на теорию игр Неймана и её приложения к военным ситуациям. Затем он рассуждает о методе, которым играющий в шахматы компьютер мог бы быть запрограммирован, чтобы анализировать сыгранные им партии и улучшить свою игровую силу. Обсуждение продолжается обсуждением эволюции конфликтов на примерах матадора и быка, мангусты и кобры или противников при игре в теннис. Винер обсуждает различные истории, такие как Der Zauberlehrling («Ученик чародея»), которые иллюстрируют буквально понятую натуру «магического» процесса, что следует принимать во внимание при передаче машинам ответственности в боевой стратегии в эру ядерного оружия. Глава завершается рассуждением о возможности самовоспроизводящихся машин и обсуждением работы профессора Денеша Габора в этой области.

### Мозговые волны и самоорганизующиеся системы
Эта глава открывается с обсуждения механизма эволюции путём естественного отбора, который он называет «филогенетическим обучением», поскольку он определяется механизмом обратной связи, вызванной успехом или неуспехом выживания и размножения, а изменения в поведении в течение жизни как ответ на жизненный опыт он называет «онтогенистическим обучением». Он предполагает, что оба процесса вовлекают нелинейную обратную связь, и размышляет о том, что процесс обучения коррелирует с изменениями в рисунке ритмов волн электрической активности, которую можно видеть на энцефалограмме. После обсуждения технических ограничений ранних решений такого оборудования Винер предполагает, что данное поле исследования будет более урожайным при разработке более чувствительных интерфейсов и более эффективных усилителей, а результаты будут запомнены в цифровом виде для численного анализа, а не записаны перьевым гальванометром, что было единственной техникой на время написания книги. Винер затем обсуждает математическую обработку формы волн с помощью анализа Фурье и проводит параллель с обработкой результатов эксперимента Майкельсона — Морли, который подтвердил постоянство скорости света, что, в свою очередь, привело Эйнштейна к разработке специальной теории относительности. Как и многие другие материалы книги, эти предположения были пророческими для дальнейшего развития и плодотворной линии исследований.

## Влияние
Книга обеспечила обоснование для исследований в областях электроники, обработки данных (как аналоговых, так и цифровых), сервомеханизмов, автоматизации, телекоммуникации и нейронауки. Книга вызвала также широкое публичное обсуждение по техническим, философским и социологическим вопросам, обсуждаемым в книге. И это повлекло к появлению широкого ряда книг с различной тематикой, косвенно касающейся вопросов, поднятых в книге Винера.
Книга ввела само слово «кибернетика» в публичную речь.
Максуэлл Мольц назвал свою пионерскую работу по саморазвитию «Психокибернетика», чтобы отразить процесс управления собой путём коррекции поведения для достижения поставленной цели. Большая часть индустрии личностного роста и движения за развитие человеческого потенциала якобы являются производными из работы Мольца.
Кибернетика стала неожиданным бестселлером, и её круг читателей был много шире технических экспертов, чем ожидал Винер. В ответ он написал книгу The Human Use of Human Beings (Человеческое использование человеческих существ), в которой он продолжил обсуждать социологические и психологические воздействия в формате, более приемлемом для нетехнического читателя.
В 1954 Мари Нейрат выпустила детскую книгу Machines which seem to Think («Машины, которые, похоже, мыслят» ), в которой вводятся понятия кибернетики, систем управления и отрицательной обратной связи в доступном формате.